# Agua Prieta, Sonora
Agua Prieta är en kommunhuvudort i Mexiko.   Den ligger i kommunen Agua Prieta och delstaten Sonora, i den nordvästra delen av landet, 1 700 km nordväst om huvudstaden Mexico City. Agua Prieta ligger 1 219 meter över havet och antalet invånare är 68 446.
Terrängen runt Agua Prieta är huvudsakligen platt, men åt sydost är den kuperad. Runt Agua Prieta är det glesbefolkat, med 20 invånare per kvadratkilometer. Det finns inga andra samhällen i närheten. Omgivningarna runt Agua Prieta är i huvudsak ett öppet busklandskap.